# Kormos papsapkagomba
A kormos papsapkagomba (Helvella solitaria) a papsapkagombafélék családjába tartozó, Európában és Észak-Amerikában honos, lombos és fenyőerdőkben élő, nem ehető gombafaj. 

## Megjelenése

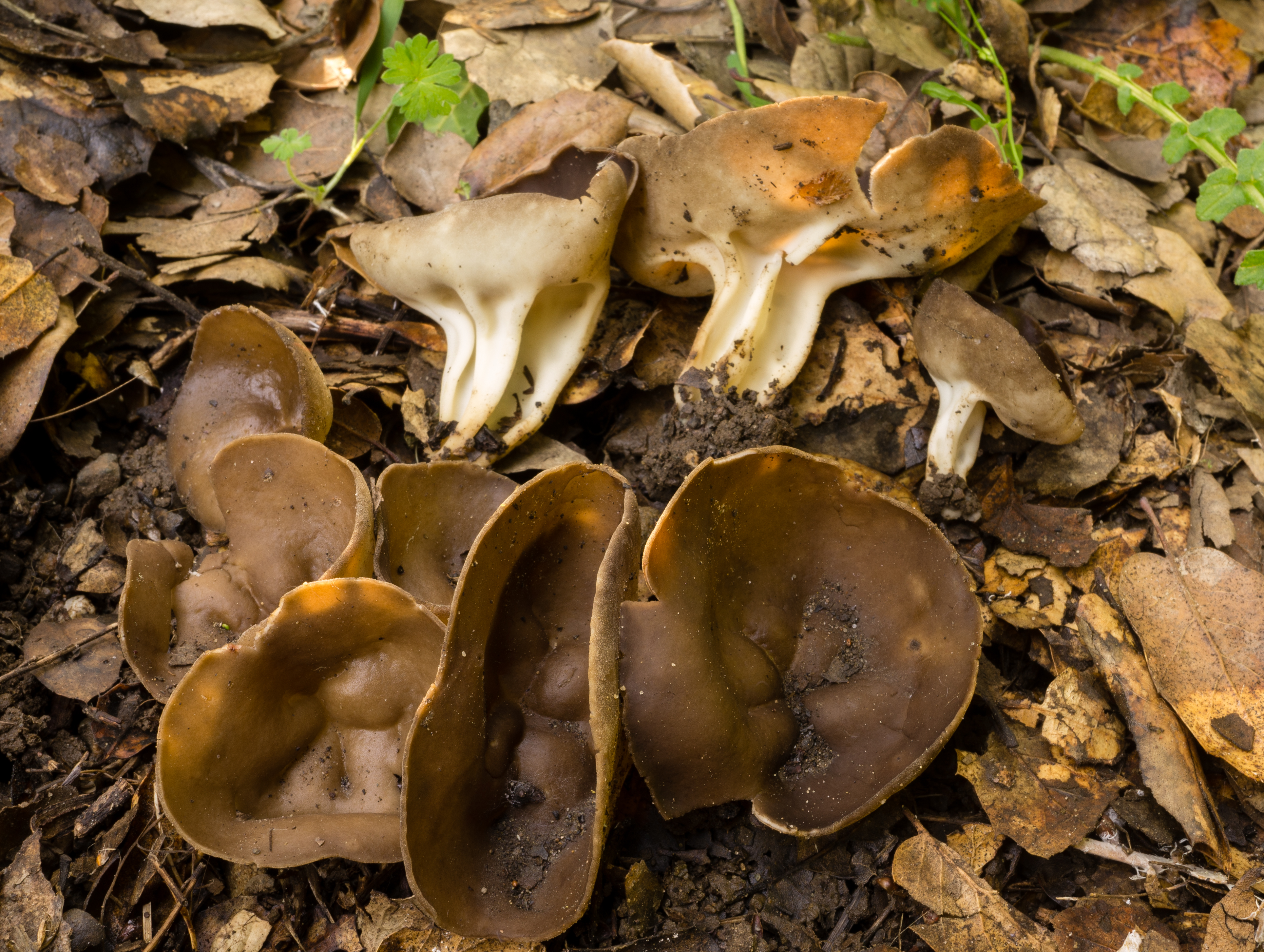

A kormos papsapkagomba termőteste Cap: 2-6 cm széles és 3-6 cm magas; alakja fiatalon csészeszerű, később szemben levő oldalai nyeregszerűen felhajlanak. Széle hullámos, idős korban beszakadozott lehet. Felső felszíne szürkésbarna vagy barna, sima, csupasz, kissé ráncos. Az alsó felszín halvány szürkésbarna vagy akár fehéres (a szélein néha sötétebb), sűrűn, finoman bolyhos. A spóratermő réteg a felső felszínen található.
Húsa vékony, törékeny. 
Tönkje 1-5 cm magas és 0,7-1,5 cm vastag. Egyenletesen vastag vagy a csúcsánál elvékonyodik. Színe halványszürke vagy fehéres, felszíne nagyjából sima. Feltűnően bordázott, a csúcsán egybeolvad a felső csészével. 
Spórája elliptikus, sima, egy középső elhelyezkedésű olajcseppel, mérete 17-22 x 11-14 µm.

### Hasonló fajok
A bordás serleggomba vagy a csészés papsapkagomba hasonlíthat hozzá.  

## Elterjedése és termőhelye
Európában és Észak-Amerikában honos. Magyarországon ritka.
Homokos vagy meszes-agyagos talajú lomb- és fenyőerdőben található meg egyesével vagy kisebb csoportokban. Májustól júliustól (esetleg augusztusig) terem.
Giromitrin tartalma miatt nem ehető gomba.